# فنسنت أورباني
فنسنت أورباني (بالإيطالية: Vincent Urbani)‏ هو مصور إيطالي، ولد في 1985.